# برشاوشان قصير
برشاوشان قصير (الاسم العلمي:Adiantum humile) هو نوع من النباتات يتبع جنس البرشاوشان من الفصيلة الديشارية.